# Campbelltown Stadium
Le Campbelltown Stadium, dans sa version longue Campbelltown Sports Stadium, est un stade multi-usage situé à Leumeah, dans la banlieue de Sydney en Australie. Il accueille le club de rugby à XIII des Wests Tigers et le club de football du Macarthur FC.

## Histoire
En 1944, la Leumeah Progress Association est fondée. En 1955, après une demande à la municipalité, elle obtient un terrain de 5 hectares, nommé « Orana Park », pour ses activités. Orana signifie bienvenue dans une langue aborigène.
En 1990, il change de nom et devient le Campbelltown Sports Stadium.
Dans le cadre des préparations pour les Jeux Olympiques d'été de 2000 à Sydney, le stade est rénové pour y ajouter des tribunes.
Avec l'entrée du Macarthur FC dans la première division de football australienne en 2020, des projets de rénovation pour agrandir et moderniser le stade sont en discussion.
En 2021, une fresque d'art aborigène est installé à l'entrée du stade.

## Évènements

### Rugby
Entre 1987 et 1999, le stade accueille le club des Western Suburbs Magpies qui évolue dans la National Rugby League. C'est aussi le stade domicile des Newtown Jets en 1983.
En 2000, les Western Suburbs Magpies fusionne avec le club des Balmain Tigers pour devenir les Wests Tigers. Le nouveau club utilise occasionnellement le Campbelltown Stadium. Les équipes junior des Western Suburbs Magpies continuent de jouer la majorité de leurs matchs dans le stade.
En juillet 2024, les West Tigers annoncent qu'ils joueront quatre matchs dans le stade lors des saisons 2025 et 2026.
Le record d'affluence pour un match de rugby est établi le 14 août 2005 : 20 527 spectateurs assistent à la rencontre entre les Wests Tigers et les North Queensland Cowboys. Le record d'affluence pour l'équipe des Newtown Jets est de 10 686 spectateurs contre l'équipe rivale de Parramatta Eels.
Le Campbelltown Stadium accueille également des matchs internationaux.
| Date            | Résultat                                  | Compétition                               |
| --------------- | ----------------------------------------- | ----------------------------------------- |
| 17 octobre 2015 | Tonga 28-8 Iles Cook                      | Qualification pour la Coupe du Monde 2017 |
| 6 mai 2017      | Angleterre 30-10 Samoa                    | International Rugby League 2017           |
| 6 mai 2017      | Papouasie-Nouvelle-Guinée 32-22 Iles Cook | International Rugby League 2017           |
| 6 mai 2017      | Tonga 26-24 Fidij                         | International Rugby League 2017           |
| 23 juin 2018    | Papouasie-Nouvelle-Guinée 26-14 Fidij     | International Rugby League 2018           |
| 23 juin 2018    | Tonga 38-22 Samoa                         | International Rugby League 2018           |
| 25 juin 2022    | Samoa 42-12 Iles Cook                     | International Rugby League 2022           |
| 25 juin 2022    | Papouasie-Nouvelle-Guinée 24-14 Fidij     | International Rugby League 2022           |

### Football
Le stade a accueilli plusieurs équipes et évènements dans son histoire.
Le Sydney FC y joue plusieurs matchs. Le 19 juillet 2008, il gagne 2-1 contre Brisbane Roar lors d'un match de pré-saison. Le 22 juin 2010, il gagne aussi 1-0 contre Macarthur Rams lors d'un match de préparation pour la saison de A-League à venir. L'année suivante, la nouvelle confrontation entre les deux clubs se termine sur un score de 1-1. En 2012, Sydney FC fait un match nul 1-1 contre Perth Glory, leur seul match dans ce stade en A-League.
Le club des Western Sydney Wanderers y joue aussi plusieurs matchs. En 2013, il bat Newcastle United Jets 2-1 lors d'un match de Regional Round. En 2016, le club annonce qu'il jouera ses matchs de la Ligue des champions de l'AFC au Campbelltown Stadium. Il y joue cinq matchs en tout pendant la saison. En 2019, le club gagne 7-1 contre Sydney United 58 lors d'un match de la Coupe d'Australie.
En février 2020, le stade accueille cinq matchs du troisième tour du tournoi pré-Olympique féminin de la Confédération asiatique de football (en).
Depuis la saison 2020-2021, le Campbelltown Stadium est le stade domicile du Macarthur FC, qui évolue en A-League.
En juillet 2023, le stade sert de centre d'entrainement pour l'équipe de Corée du Sud à l'occasion de la Coupe du Monde féminine.